# Serra de Gata

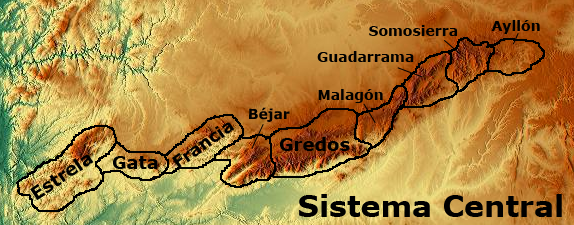
A serra de Gata é uma das que compõem o Sistema Central ibérico

A Serra de Gata (em castelhano: Sierra de Gata) é uma das serras que compõem o Sistema Central. Os seus cumes marcam o limite entre as províncias de Cáceres a sul (comarca da Serra de Gata) e Salamanca a norte (comarca de El Rebollar). Limita a oeste com a Serra da Malcata, na fronteira com Portugal; a leste limita com a Serra de Francia, sendo a separação entre ambas as serras o vale formado pelo rio Hurdano.

## Geografia
A Serra de Gata forma uma separação natural entre as sub-planaltos sul e norte da Península Ibérica.
Os seus cumes mais importantes são (de oeste a leste):
- Penha Canchera (1 592 m)
- Bolla (1 519 m)
- Jálama (1 493 m)
- La Corredera (1 456 m)
- Arrobuey (1 412 m)
- Bolla Chica (1 408 m)
- Jañona (1 367 m)
- El Espinazo (1 330 m)
- Mesas (1 265 m)

### Portelas
Estes picos são cruzados por várias portelas, que são o a passagem natural entre ambos os planaltos:
Puerto Viejo (1 100 m), Puerto de San Martín (Pto. Santa Clara, 1 020 m), Puerto de Perales (910 m), Puerto Nuevo (950 m). O desnível mais pronunciado destas portelas está na face sul, já que a altitude média da vertente norte é mais elevada, em torno a 800 m, o que faz que o desnível para norte seja mais suave.

## Hidrografia
Os rios mais destacáveis são:
- Na vertente norte (bacia do Douro) e o rio Águeda. Os arroios que vão para norte são todos afluentes do Águeda.
- Na vertente sul (bacia do Tejo) está o rio Erges e os arroios afluentes do rio Alagón, entre os que se destaca o rio Árrago.